# 専攻課程
専攻課程（せんこうかてい）とは、教育上の必要性から学科の中を2以上に分けた組織のことである。専攻科とは、まったく別の制度である。
具体的な名称は、「○○学科××専攻」「○○学科××専攻課程」であるものが多い。日本国内では短期大学における専攻課程について法令に規定がある。

## 現行法
短期大学設置基準（昭和50年文部省令第21号）第3条第2項においては、「学科には、教育上特に必要があるときは、専攻課程を置くことができる」と規定されている。学生定員は、学科に専攻課程を置くときは、専攻課程を単位として学科ごとに学則で定めるものとされている（短期大学設置基準第4条第1項-第2項）。
なお、大学（短期大学を除く）の学部の学科・課程に置かれる「専攻」「専攻課程」「コース」等は、各大学が独自に設けるものであり、学則への記載が必ずしも必要であるわけではない。

## 歴史
かつて日本国内の法令においては、「大学の学部の学科・課程」および「短期大学の学科」に専攻課程を設け得る旨の規定が存在した。「大学の学部の学科・課程」をさらに細分化した組織については、1991年（平成3年）に「大学設置基準の一部を改正する省令」（平成3年文部省令第24号）によって規定されなくなった。